# Spherillo danae
Spherillo danae är en kräftdjursart som beskrevs av Heller 1861. Spherillo danae ingår i släktet Spherillo och familjen Armadillidae. Inga underarter finns listade i Catalogue of Life.